# Бутлегери
«Бутлегери» (англ. The Bootleggers) — американська драма режисера Роя Шелдона 1922 року.

## Сюжет
Хосе Фернан — ватажок банди бутлегерів, який накинув оком на продавчиню Гелен Барнс. З допомогою авантюристки Олів Вудс він умовляє Гелен і її сестру вирушити разом з ним поплавати на яхті. Коли яхта виходить у море, Фернан усамітнюється з Гелен і починає приставати до дівчини. Вона намагається дістатися до рації й повідомити про його домагання, але тут починається шторм і яхта розбивається. Гелен ледве встигає передати сигнал SOS.
На допомогу дівчині поспішає її коханий, льотчик Джек Севілль, а тим часом шторм викидає Фернана і сестер на покинутий острів, де дівчат бере під захист місцевий відлюдник. Незабаром на острові висаджується Джек і в бійці бере верх над Фернаном. Потім всю компанію підбирає лайнер, що пропливає повз.

## У ролях
- Волтер Міллер — Джек Севілль
- Пол Панцер — Хосе Фернан
- Жуль Коулз — відлюдник
- Гейзел Флінт — Олів Вудс
- Норма Ширер — Гелен Барнс
- Джейн Аллен — Еліс Барнс
- Люсія Бакус Сегер — місіс Мерфі